# Das Sternenkind (Oper)
Das Sternenkind ist eine Märchenoper von Hans-André Stamm nach dem gleichnamigen Kunstmärchen von Oscar Wilde.

## Handlung

### Erster Akt
Zwei Holzfäller haben sich in einem Schneesturm verirrt. Sie folgen einer Sternschnuppe und finden so ein Kind. Einer der Holzfäller nimmt es in seine Familie auf. Es wächst zu einem außergewöhnlich schönen Jungen heran, der jedoch überheblich und grausam ist und andere Kinder zur Grausamkeit zwingt. Als eine Bettlerin ins Dorf kommt und erklärt, die Mutter des  Sternenkindes zu sein, verjagt es sie. Dadurch verliert es seine Schönheit. Sein Gesicht ähnelt nun dem einer Kröte. Das Sternenkind erkennt, dass es tatsächlich seine Mutter verjagt hat und dafür bestraft wurde. Es beschließt, seine Mutter zu suchen und um Verzeihung zu bitten.

### Zweiter Akt
Das Sternenkind kommt in einer Stadt an, wird aber von den Torwächtern abgewiesen. Ein Zauberer kauft es als Sklaven und lässt es hart arbeiten. Eines Tages gibt er dem Sternenkind einen Auftrag: Es soll das weiße Gold im Wald finden. Gelingt es ihm nicht, droht ihm eine harte Strafe. Auf seiner Suche begegnet es einem Hasen, der ihm hilft, das Gold zu finden. Auf dem Rückweg trifft das Sternenkind einen Bettler, der ihn eindringlich bittet, ihm das Gold zu überlassen. Das Sternenkind schenkt ihm das Gold und nimmt die Strafe des Zauberers in Kauf. Es bekommt ein weiteres Mal einen Auftrag: Es soll erneut in den Wald gehen und dem Zauberer das gelbe Gold bringen. Wieder hilft ihm der Hase, und wieder überlässt das Sternenkind auf dem Heimweg das Gold dem Bettler und wird dafür vom Zauberer bestraft. Der Zauberer gibt ihm daraufhin einen dritten und letzten Auftrag und droht, wenn das Sternenkind ihm nicht das rote Gold bringen könne, werde er es töten. Als das Sternenkind auch dieses Mal das Gold dem Bettler schenkt und ihm damit sein Leben opfert, ist es durch seine guten Taten aus dem Bann des Zauberers befreit und erhält seine Schönheit zurück. Der Bettler stellt sich als König und Vater des Sternenkindes heraus, die vermeintliche Bettlerin, die seine Mutter ist, als Königin. Das Sternenkind wird zum neuen König ernannt.

## Besetzung

### Gesang
Das Musikmärchen Das Sternenkind ist für acht Solistinnen und Solisten konzipiert, die mit Ausnahme des Sternenkindes jeweils mehrere Rollen singen. Die Komposition sieht einen vierstimmigen Erwachsenenchor und einen ein- bis zweistimmigen Kinderchor vor.

### Instrumentalbesetzung
Die Oper kann in zwei Besetzungsvarianten gespielt werden.
Die volle Instrumentalfassung sieht vor:
- Flöte, Piccoloflöte, Klarinette, Bassklarinette oder Saxophon
- Pauken, Tamtam, Chimes, Triangel, Güiro, Trommel, Schlagzeug, Becken
- Celesta oder Keyboard, Klavier
- Streichquartett oder Streichorchester

Dazu existiert eine reduzierte Instrumentalbesetzung für Flöte, Violine, Violoncello, Klavier und Perkussion beziehungsweise Flöte, Keyboard, Klavier und Perkussion.

## Verhältnis zur Literaturvorlage
Die Oper hält sich inhaltlich eng an Oscar Wildes Vorlage. Allerdings endet sie mit einem hoffnungsvollen Schlussbild, in dem das Sternenkind als neuer König gefeiert wird. Oscar Wildes Märchen endet dagegen weniger positiv: Darin stirbt das Sternenkind drei Jahre später, und ein grausamer Herrscher übernimmt nach ihm die Macht.
Sprachlich weicht das Libretto von der Vorlage ab, da das Märchen zu einem erheblichen Teil aus Erzählertext besteht, der in der Oper dem Chor oder einzelnen Rollen zufällt. Die englische Rückübersetzung ist in heutigem Englisch geschrieben und unterscheidet sich dadurch von Oscar Wildes Originalfassung, der für das Märchen eine bewusst altertümliche Sprache verwendete.
Laut Auskunft des Komponisten ist es die erste Vertonung dieses Märchens.

## Aufführungsgeschichte
Die Märchenoper  Das Sternenkind wurde am 16. Dezember 2005 in Remscheid uraufgeführt. Sie erlebte innerhalb der Jahre 2005 bis 2007 in Remscheid, Siegen und Bonn drei Inszenierungen und erhielt gute Rezensionen. Die Oper wurde ins Englische übersetzt und am 10. August 2007 erstmals in den USA, am Claire Trevor Theatre der University of California in Irvine, aufgeführt.
 Das Sternenkind ist so konzipiert, dass es von Laienensembles aufgeführt werden kann. Für die USA-Premiere erarbeiteten Kinder und Jugendliche zwischen fünf und 18 Jahren die Aufführung in einem dreieinhalbwöchigen Opern-Workshop.
Die Ouvertüre verarbeitete Hans-André Stamm zu einem Orchesterstück mit dem Titel L’Enfant d’étoiles.